# Initiation (manga)
Pour les articles homonymes, voir Initiation (homonymie).
Initiation (花園メリーゴーランド, Hanazono Merry go Round) est un seinen manga de Haruko Kashiwagi, prépublié dans le magazine Big Comic Spirits et publié par l'éditeur Shōgakukan en cinq volumes reliés sortis entre septembre 2001 et novembre 2002. La version française est éditée par Akata/Delcourt dans la collection « Jôhin » en cinq tomes sortis entre février 2005 et novembre 2005.

## Synopsis
Ki-itchi Aiura n'a que quinze ans lorsqu'il entreprend un voyage d'initiation pour retrouver le trésor de sa famille, une épée.En chemin, il se perd et arrive par hasard à Kébigasawa, un hameau fantômatique perché sur la montagne. Invité à dormir dans la seule auberge de l'endroit, il rencontre alors des femmes qui vont l'initier à la culture de la sexualité donc il ne soupçonnais pas l'existence dans son pays.Avec initiation, vous découvrirez comment la sexualité peut être vécue en communauté. Et c'est une femme, Haruko Kashiwagi, qui nous fait découvrir ce que la culture japonaise a toujours su évoquer sereinement et sans tabou : le sexe.

## Analyse
Pour Pierre Pulliat de dBD, « susceptible d'intéresser tous les amateurs d'histoire sur le Japon comme les amateurs d'érotisme, Initiation est le prototype rare du scénario qui permet la passation documentaire d'une forme de sexualité à la japonaise illuminée qui ne renonce jamais à transmettre le plaisir ».

## Liste des volumes
| no | Japonais          | Japonais   | Français          | Français          |
| no | Date de sortie    | ISBN       | Date de sortie    | ISBN              |
| -- | ----------------- | ---------- | ----------------- | ----------------- |
| 1  | 29 septembre 2001 | 4091863612 | 9 février 2005    | 978-2-84789-210-9 |
| 2  | 25 décembre 2001  | 4091863620 | 11 avril 2005     | 978-2-84789-690-9 |
| 3  | 30 mars 2002      | 4091863639 | 11 juillet 2005   | 978-2-84789-806-4 |
| 4  | 29 juin 2002      | 4091863647 | 14 septembre 2005 | 978-2-84789-893-4 |
| 5  | 30 novembre 2002  | 4091863655 | 23 novembre 2005  | 978-2-84789-935-1 |

### Édition japonaise
Shōgakukan
1. 1 2  (ja) « Tome 1 »
2. 1 2  (ja) « Tome 2 »
3. 1 2  (ja) « Tome 3 »
4. 1 2  (ja) « Tome 4 »
5. 1 2  (ja) « Tome 5 »

### Édition française
Delcourt/Akata
1. 1 2  (fr) « Tome 1 »
2. 1 2  (fr) « Tome 2 »
3. 1 2  (fr) « Tome 3 »
4. 1 2  (fr) « Tome 4 »
5. 1 2  (fr) « Tome 5 »